# Maxillaria virguncula
Maxillaria virguncula là một loài lan đặc hữu của the Venezuelan Antilles và miền bắc Venezuela.